# Devilish
Pour Devilish, l'ancien groupe de musique ayant donné naissance à Tokio Hotel, voir Tokio Hotel.
 (décembre 2018).
Si vous disposez d'ouvrages ou d'articles de référence ou si vous connaissez des sites web de qualité traitant du thème abordé ici, merci de compléter l'article en donnant les références utiles à sa vérifiabilité et en les liant à la section « Notes et références ».
Devilish (appelé Bad Omen au Japon) est un jeu vidéo développé par Genki et édité par Sage's Creation sorti sur Game Gear en 1991, puis sur Mega Drive en 1992.

## Système de jeu
Comme dans Pong, le joueur doit renvoyer une boule qui rebondit vers le haut de l'écran, mais contrairement à ce dernier, il dirige deux barres : celle du dessous permet de renvoyer la boule normalement, celle du dessus permet quant à elle de changer d'angle afin de l'envoyer dans une direction choisie.